# Ptychostomella ommatophora
Ptychostomella ommatophora är en djurart som tillhör fylumet bukhårsdjur, och som beskrevs av Adolf Remane 1927. Ptychostomella ommatophora ingår i släktet Ptychostomella och familjen Thaumastodermatidae.
Artens utbredningsområde är Östersjön. Arten är reproducerande i Sverige. Inga underarter finns listade i Catalogue of Life.